# Kratesikleia
Kratesikleia (altgriechisch Κρατησίκλεια Kratēsíkleia; † 219 v. Chr. in Alexandria) war als Gattin des Leonidas II. in der Mitte des 3. Jahrhunderts v. Chr. Königin von Sparta und die Mutter des spartanischen Königs Kleomenes III.

## Leben
Die Hauptquelle für das Leben der Kratesikleia ist der antike Biograph Plutarch, der seine Informationen über sie wohl hauptsächlich dem verlorenen umfangreichen Geschichtswerk des hellenistischen Historikers Phylarchos entnahm. Kratesikleias Gemahl Leonidas II. führte eine konservative Fraktion von Spartanern an, die einen Schuldenerlass für die Ärmeren sowie Landreformen und Änderungen des Bürgerrechts ablehnte. Dagegen verfolgte der seit 235 v. Chr. regierende König Kleomenes III. eine Reformpolitik, die von seiner Mutter gefördert wurde. Als etwa Kleomenes III. auf den Sturz der Ephoren hinarbeitete, ließ Kratesikleia ihm große Geldmittel zukommen und nahm auf Wunsch ihres Sohns auch den adligen Spartaner Megistonos zum zweiten Gemahl, um ihm durch diese Heiratsallianz dessen Unterstützung zu sichern. Megistonos assistierte denn auch beim Sturz der Ephoren und wurde von Kleomenes III. im Krieg gegen den führenden Staatsmann Aratos von Sikyon mit wichtigen diplomatischen und militärischen Aufträgen betraut. Als er gemäß der ihm von seinem königlichen Stiefsohn übertragenen Aufgabe versuchte, das abgefallene Argos zurückzugewinnen, kam er bei einem dabei entstandenen Straßenkampf ums Leben.
Kleomenes III. bemühte sich nun, die Hilfe des ägyptischen Königs Ptolemaios III. Euergetes für seinen Krieg gegen Aratos und dessen Bundesgenossen Antigonos III. Doson von Makedonien zu erlangen. Der Ptolemäerkönig verlangte als Vorbedingung, dass Kleomenes III. seine Mutter und seine Kinder als Geiseln nach Ägypten schicken solle. Kratesikleia stimmte ihrer Auslieferung an Ptolemaios III. gern zu. Nach seiner Niederlage in der Schlacht bei Sellasia (222 v. Chr.) begab sich Kleomenes III. ebenfalls in das Nilland, wo ihm Ptolemaios III. die Unterstützung mit Geld und Schiffen zusagte. Allerdings starb der Ptolemäerkönig bald darauf, und dessen danach an die Macht gekommener Sohn Ptolemaios IV. Philopator ließ Kleomenes III. in Alexandria gefangen setzen. Dagegen durfte Kratesikleia unbehelligt in Alexandria leben.  Beim Versuch, sich gewaltsam zu befreien, kam Kleomenes III. 219 v. Chr. ums Leben. Kratesikleia wurde mit ihren Begleiterinnen zum Tod verurteilt. Auch ihr Ersuchen, nicht der Exekution ihrer Enkelkinder beiwohnen zu müssen, fand kein Gehör.